# عبدالله حامدی
عبدالله حامدی (۱۲۸۱ – ۲۵ فروردین ۱۳۲۲) بنیانگذار واحد مدرن و علمی دامپزشکی در ایران و از بنیانگذاران مؤسسه تحقیقات واکسن و سرم‌سازی رازی ایران است.

## زندگینامه
تحصیلات ابتدائی و متوسطه را در ۱۳۰۰ به پایان رسانید و سپس در مدرسه طب به آموختن علم پزشکی پرداخت. وی در سال ۱۳۰۴ در وزارت فلاحت و تجارت برای اولین بار در ایران مبادرت به تهیِهٔ سرم ضد طاعون گاوی (Rinderpest) نمود. در سال ۱۳۰۵ برای تکمیل معلومات خود عازم فرانسه شد. دانشگاه آلفور را بخوبی گذرانید و حاصل پژوهشهای خود را در زمینهٔ میکرب شناسی در نامهٔ انجمن زیست‌شناسی پاریس منتشر ساخت.
در سال ۱۳۱۰ به ایران بازگشت و خود را در اختیار ادارهٔ کل فلاحت گذاشت. بزرگترین اقدام او تاَسیس یک واحد مدرن و علمی دامپزشکی 
در کشور بود و سپس موسسه‌ای در حصارک برای تهیه دارو و سرم به راه انداخت. در سال ۱۳۱۶ دست به ابتکار تازه‌ای زد و مجلهٔ دامپزشکی را منتشر نمود. از سال ۱۳۱۷ ریاست دانشکدهٔ دامپزشکی را نیز به وی سپردند.
مسئلهٔ مهم دیگر از نظر او اصلاح نژاد دام کشور بود. در سال ۱۳۱۸ برای مؤسسهٔ دامپروری حیدرآباد تعدادی دام اصیل خارجی وارد کردند و این واحد نیز زیر نظر دکتر حامدی قرار گرفت. در سال ۱۳۲۰ با حفظ مقام ریاست دانشکدهٔ دامپزشکی، سمت مدیر کل فنی وزارت کشاورزی نیز به ایشان سپرده شد.
دکتر عبداله حامدی در فروردین ماه ۱۳۲۲ در سن ۴۱ سالگی در اثر مراوده با بیماران، مبتلا به بیماری تیفوس شد و جان سپرد و در امامزاده عبدالله (ری) به خاك سپرده شد.

## منبع
- نشریهٔ سنبله، تهران: فروردین ۱۳۷۰.